# Amenemés VI
Seanquibré Ameni Antefe Amenemate, mais conhecido como Amenemate VI ou Amenemés VI, foi um faraó do Egito e o oitavo pertencente à XIII dinastia egípcia, durante o Segundo Período Intermediário, de acordo com o Papiro de Turim. Governou de 1 788 a.C. a 1 785 a.C..

## Atestados

### Histórico

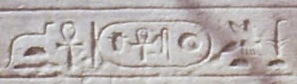
Cartela do faraó Seanquibrá ou Amenemés VI da XIII dinastia.

Amenemés VI está listado no Papiro de Turim, uma lista de reis redigida no início do período Raméssida e que serve como fonte histórica primária a respeito do Segundo Período Intermediário. Na última leitura do cânone pelo egiptólogo dinamarquês Kim Ryholt, Amenemés aparece na 7ª coluna, 10ª linha sob seu prenome Seanquibré. Isso corresponde à 6ª coluna, 10ª linha na leitura de Alan Gardiner e Jürgen von Beckerath da lista de reis de Turim.
Amenemés VI também é mencionado na lista de reis de Carnaque, entrada 37.

### Arqueológico
Amenemés VI é atestado por alguns artefatos contemporâneos. Estes incluem 2 selos cilíndricos de el-Maamide el-Quibli no Alto Egito, um dos quais é dedicado ao "Senhor Sobeque de Sumenu". Uma mesa de oferendas com a cártula de Amenemés VI foi descoberta em Carnaque e agora está no Museu Egípcio, CG 23040. Uma estela de Abidos menciona um oficial, Seanquibré-Senebe-Senebefeni, cujo nome provavelmente é basilóforo, dedicado a Seanquibré Amenemés. Uma arquitrave de uma tumba privada da necrópole de Heliópolis carrega o nome Seanquibré dentro de uma cartela. No entanto, pesquisas recentes indicam que o último monumento pode pertencer a um rei diferente com um nome semelhante, Seanquibtaui Seanquibrá.

## Família
O egiptólogo Kim Ryholt propõe que Amenemés VI era membro de uma família real maior, incluindo os faraós Amenemés V, Ameni Quemau, Hotepibré e Iufini. Ele baseia sua conclusão nos nomes duplos carregados por esses faraós, que ele acredita serem nome filiativo, ou seja, nomes que se referem aos pais de alguém. Daí o Ameni em Ameni Quemau indicaria que ele era filho de Amenemés V, então sucedido por seu próprio filho Hotepibré como mostrado pelo Quemau em seu nome. Da mesma forma, "Ameni Antefe Amenemés (VI)" seria um nome triplo que significa "Amenemés, filho de Antefe, filho de Ameni", possivelmente porque seu pai era um certo "filho do rei Antefe" atestado em selos escaravelhos datados em bases estilísticas da XIII dinastia e que seria filho do predecessor de Amenemés V. Amenemés VI, Iufini, também faria parte desta família, embora sua relação precisa com os outros membros não possa ser resolvida devido à falta de material datado de seu reinado muito curto.
Menos de 10 anos após o reinado de Amenemés VI, um rei chamado Rensenebe Amenemés assumiu o trono. Seguindo a mesma lógica, ele seria filho de um rei Amenemés que possivelmente poderia ser Amenemés VI ou um dos reis intervenientes. A análise de Ryholt é contestada por alguns egiptólogos, pois se baseia na suposição não comprovada de que nomes duplos são necessariamente nomina filiativa.